# Boy George
George Alan O'Dowd (Eltham (Londen), 14 juni 1961) is een Brits zanger en diskjockey, beter bekend onder zijn artiestennaam Boy George.

## Biografie
Boy George viel op door zijn openlijke homoseksualiteit en androgyn uiterlijk, getuige zijn extravagante kleding en uitbundige make-up. Zijn drugsverslaving werd hem in 1986 bijna noodlottig, waarna hij afkickte.
In de jaren tachtig werd hij bekend als leadzanger van de band Culture Club. Met deze band scoorde hij zijn grootste hits met de nummers Do You Really Want to Hurt Me?,  Time, Church Of The Poison Mind en Karma Chameleon, een single die in 1983 in o.a. Engeland de best verkochte single werd.
Nadat hij eerst een solocarrière was begonnen, was hij enige tijd leider van de band Jesus Loves You waarna hij weer solo verderging. Als soloartiest bracht hij meerdere albums uit en had hij ook een paar hits, waarvan Everything I own uit 1987 de grootste was. Daarnaast kreeg hij een tweede carrière als deejay. Als deejay bracht hij ook een reeks (mix)albums uit. Tevens werkte hij samen met meerdere artiesten, zoals Antony and the Johnsons, Faithless, Sash!, Candi Staton en Erick Morillo.
In de door de BBC in 2002 gehouden nationale opiniepeiling voor de 100 grootste Britten aller tijden eindigde Boy George op de 46e plaats, hoger dan o.a. Francis Drake, Koning Arthur, Florence Nightingale, Jane Austen, James Maxwell en maarschalk Montgomery. Ook speelde hij een gastrol in de aflevering ‘Cowboy George’ van The A-Team.
Tijdens de rellen in het Verenigd Koninkrijk in 2011 riep hij, samen met andere artiesten, via Twitter op om de straten schoon te maken na de veelvuldige plunderingen en vernielingen.

## Juridische problemen
Boy George is diverse keren in aanvaring gekomen met justitie. In juli 1986 werd hij aangehouden wegens het bezit van heroïne. In augustus 1986 werd Michael Rudetsky, een goede vriend en collega tekstschrijver, gevonden in een huis van Boy George nadat hij was overleden aan een overdosis.
In 1995 werd Boy George aangeklaagd door Kirk Brandon omdat Boy George onterecht melding maakte van een relatie tussen Brandon en hemzelf in zijn autobiografie Take it like a man. Brandon verloor het proces en moest 200.000 pond betalen. Brandon liet zich echter failliet verklaren waardoor Boy George bleef zitten met 60.000 pond juridische kosten.
Op 7 oktober 2005 werd Boy George aangehouden in Manhattan op verdenking van bezit van cocaïne.
In 2006 kwam hij weer in het nieuws omdat hij een boete en een taakstraf opgelegd had gekregen wegens drugsbezit. Hij moest vijf dagen werken als straatveger op de openbare weg in New York, maar vanwege de enorme publiciteit mocht hij zijn taakstraf binnen de muren van het terrein van de gemeentereiniging voldoen.
Op 5 december 2008 verklaarde een rechter Boy George schuldig aan vrijheidsberoving en mishandeling van een Noorse mannelijke escort. Boy George zou deze escort na een (naakt)fotosessie vastgeketend hebben en vervolgens mishandeld. De feiten zouden gepleegd zijn onder invloed van drugs. Op 16 januari 2009 werd Boy George veroordeeld tot 15 maanden gevangenisstraf. Hij zat zijn straf uit in HMP Edmunds Hill in Newmarket, Suffolk, alwaar hij op 11 mei 2009 vervroegd werd vrijgelaten. Hij stond nog wel tot maart 2010 onder elektronisch toezicht door middel van een enkelband.
Deze enkelband belette hem om tijdens The Night of the Proms in Antwerpen 2009 een comeback te maken. Zijn reclasseringsambtenaar gaf hem geen toestemming. Een jaar later lukte het wel. In juni 2010 werd Boy George voorgesteld als een van de topacts tijdens The Night of the Proms 2010.

## Discografie

### Solosingles
| Single met eventuele hitnotering(en) in de Nederlandse Top 40 | Datum van verschijnen | Datum van binnenkomst | Hoogste positie | Aantal weken | Opmerkingen         |
| ------------------------------------------------------------- | --------------------- | --------------------- | --------------- | ------------ | ------------------- |
| Everything I Own                                              | 1987                  | 07-03-1987            | 3               | 12           | Alarmschijf         |
| Sold                                                          | 1987                  | 01-08-1987            | 18              | 5            | Alarmschijf         |
| To Be Reborn                                                  | 1987                  |                       | tip17           | -            |                     |
| Generations Of Love                                           | 1991                  | 31-08-1991            | 12              | 8            | als Jesus Loves You |

### Overige singles
Hieronder alleen de singles die zijn uitgebracht onder de naam Boy George en die relatief normaal verkrijgbaar zijn.
- Keep Me in Mind (1987)
- Live My Life (1987)
- No Clause 28 (1988)
- Don't Cry (1988)
- Don't Take My Mind on a Trip (1989)
- You Found Another Guy (1989)
- The Crying Game (1992)
- Sweet Toxic Love (1992)
- Funtime (1995)
- Il Adore (1995)
- Same Thing in Reverse (1995)
- Yes We Can (2008)
- Somebody to Love Me (2011)
- King of Everything (2013)

### Soloalbums
| Album met eventuele hitnotering(en) in de Nederlandse Album Top 100 | Datum van verschijnen | Datum van binnenkomst | Hoogste positie | Aantal weken | Opmerkingen |
| ------------------------------------------------------------------- | --------------------- | --------------------- | --------------- | ------------ | ----------- |
| Sold                                                                | 1987                  | 04-07-1987            | 51              | 5            |             |

### Overige albums
In onderstaande lijst zijn geen compilatiealbums en albums die hij als deejay heeft uitgebracht (zoals mixalbums) opgenomen.
- Tense Nervous Headache (1988, niet in de V.S.)
- Boyfriend (1989, niet in de V.S.)
- The Martyr Mantras (als Jesus Loves You) (1990)
- Cheapness and Beauty (1995)
- The Unrecoupable One Man Bandit (1998)
- U Can Never B2 Straight (2002)
- Yum Yum (als The Twin) (2004)
- Ordinary Alien (2010)
- This Is What I Do (2013)